# Eric Lichtenstein
Eric Lichtenstein (Buenos Aires, 6 de octubre de 1994) es un expiloto argentino de automovilismo.

## Carrera
Inició su carrera deportiva en el mundo del kart, dando el salto a los automóviles de turismo en el año 2010 con su debut en el Top Race Series. En el mundo del kart, obtuvo la impresionante cosecha de 16 títulos en diferentes categorías a nivel nacional e internacional, lo que le valió la invitación y posterior confirmación, a probar en la segunda división del Top Race. En el TR Series, debutó en el segundo semestre del año 2010 en el equipo Crespi Alpine Skate a bordo de un Chevrolet Vectra II y cerrando el año en el 11.º lugar. En el año 2011, tras haberse presentado en el TR Series con un Ford Mondeo II del equipo GT Racing, siguió su carrera primeramente en la Fórmula Renault Metropolitana y más tarde en el exterior, al pasar a competir en la categoría Fórmula Pilota de China, programada por Fiat Performance Vehicles, teniendo también experiencias en Europa dentro de la categoría Panam GP Series. En el año 2012, fue confirmada su participación en la categoría Fórmula Ford inglesa. En el año 2013 participó en la categoría GP3 Series, compitiendo en el equipo Carlin, patrocinado por el emprendimiento deportivo Velociudad, sin embargo los bajos resultados cosechados durante su paso por esta categoría, sumado al incumplimiento por parte del patrocinador en concepto de pagos, lo obligaron a retirarse momentáneamente de la actividad deportiva, a falta de tres fechas para la finalización de la temporada. Actualmente reside en Shanghái.

## Resumen de carrera
| Temporada | Categoría                            | Equipo             | Carreras | Victorias | Poles | VR | Podios | Puntos | Pos. |
| --------- | ------------------------------------ | ------------------ | -------- | --------- | ----- | -- | ------ | ------ | ---- |
| 2010      | Torneo Clausura de Top Race Series   | Crespi Competición | 6        | 0         | 0     | 0  | 1      | 33     | 11.º |
| 2011      | Top Race Series                      | GT Racing          | ?        | 0         | 0     | 0  | 0      | 0      | 55.º |
| 2011      | Fórmula Pilota China                 | Asia Racing Team   | 6        | 0         | 0     | 0  | 0      | 10     | 17.º |
| 2011      | Fórmula Metropolitana                | Scuderia Ramini    | 2        | 0         | 0     | 0  | 0      | 9      | 22.º |
| 2012      | Campeonato de Fórmula Ford Británica | Jamun Racing       | 23       | 11        | 11    | 7  | 15     | 484    | 3.º  |
| 2012      | Eurocopa de Fórmula Ford             | Jamun Racing       | 12       | 3         | 5     | 4  | 11     | N/A    | N/A  |
| 2013      | GP3 Series                           | Carlin             | 10       | 0         | 0     | 0  | 0      | 0      | 22.º |
| Fuente:   |                                      |                    |          |           |       |    |        |        |      |

## Resultados

### GP3 Series
(Clave) (negrita indica pole position) (cursiva indica vuelta rápida puntuable)

| Año  | Escudería | 1   | 1   | 2   | 2   | 3   | 3   | 4   | 4   | 5   | 5   | 6   | 6   | 7   | 7   | 8   | 8   | Pos. | Puntos | Ref.  |
| ---- | --------- | --- | --- | --- | --- | --- | --- | --- | --- | --- | --- | --- | --- | --- | --- | --- | --- | ---- | ------ | ----- |
| 2013 | Carlin    | BAR | BAR | VAL | VAL | SIL | SIL | NÜR | NÜR | BUD | BUD | SPA | SPA | MNZ | MNZ | YMC | YMC | 22.º | 0      | [ 3 ] |
| 2013 | Carlin    | 18  | 10  | Ret | Ret | 14  | 10  | Ret | 21  | 18  | 16  |     |     |     |     |     |     | 22.º | 0      | [ 3 ] |

## Palmarés en el kart
| Título  | Especialidad                         | Año  |
| ------- | ------------------------------------ | ---- |
| Campeón | Promocional 60cc. Prokart            | 2003 |
| Campeón | Torneo Clausura Austral Bonaerense   | 2003 |
| Campeón | Torneo Austral de Verano             | 2003 |
| Campeón | Torneo Argentino Bonaerense, Clase B | 2005 |
| Campeón | Torneo Panamericano Pre Junior       | 2005 |
| Campeón | Torneo Argentino ProKart             | 2006 |
| Campeón | Torneo Anual Bonaerense              | 2006 |
| Campeón | Torneo Anual Bonaerense              | 2007 |
| Campeón | Torneo Apertura Bonaerense           | 2007 |
| Campeón | Torneo Clausura Bonaerense           | 2007 |
| Campeón | Torneo Argentino ProKart             | 2007 |
| Campeón | Torneo Argentino Sudam Junior        | 2007 |
| Campeón | Torneo Pre-Junior CODASUR            | 2007 |
| Campeón | IAME Challenge World Championship    | 2008 |
| Campeón | Copa Rotax Bicentenario Argentino    | 2009 |
| Campeón | ProKart, Categoría General           | 2010 |

## Vida personal
Eric Lichtenstein es el hermano menor del músico Diego Lichtenstein, quien se desempeña como baterista y programador de la banda argentina Tan Biónica. Durante su incursión en el Top Race Series, Eric llevaba estampado en la visera del parabrisas de su coche el nombre del grupo Tan Biónica, publicitando a la banda en cada competencia que corría.